# 金沢十三男
金沢 十三男（かなざわ とみお、1969年 - ）は、日本のゲームクリエイター。
埼玉県川口市出身。
プロデューサー、ゲームディレクター、ゲームデザイナー、シナリオライター。アドベンチャーゲームを中心に数々のゲームソフトを企画・プロデュースしている。

## 経歴
1993年にパック・イン・ソフトに入社。
1995年にスーパーファミコンで発売した赤川次郎原作のサウンドノベル「魔女たちの眠り」で初めて企画プロデュース。同年、「魔女たちの眠り」のヒットを受け、自らの開発チーム「team Craze」を立ち上げる。
次作「夜想曲」にて企画・脚本・ゲームデザイン・ディレクション・プロデュースまでひとりで行う。team Crazeでは人気フィッシングゲーム「FISH EYES」シリーズの開発も同時に行い、釣りゲームのプロデュースも開始。
2005年、イギリスに渡りプロデューサーとして勤務、「牧場物語シリーズ」を中心に海外プロデュースに携わりつつ、海外市場を見据えたオープンワールド・ミステリーアドベンチャー「レッド・シーズ・プロファイル（英名：Deadly Premonition）」の企画を立ち上げる。
2009年に帰国、株式会社マーベラスの海外GM、海外子会社、Marvelous Entertainment USA（2010年）取締役などを兼任する。
2010年、長年開発してきた「レッド・シーズ・プロファイル」が世界的なヒットとなる。
2011年9月にマーベラスを退社
2011年「牧場物語シリーズ」のクリエイターである和田康宏とともにトイボックス株式会社を立ち上げる。以後アドベンチャーゲームを中心に作品を生み出し続けている。

## 作品

### ゲーム
- 赤川次郎 魔女たちの眠り［スーパーファミコン、1995年］企画・プロデュース

- 初プロデュース作品
- 赤川次郎 夜想曲［PlayStation、1998年］企画・脚本・プロデュース
- 逢魔が時［PlayStation、2001年］プロデュース
  - 逢魔が時2［PlayStation、2001年］
- 赤川次郎 月の光～沈める鐘の殺人［PlayStation 2、2002年］企画・脚本・プロデュース
- 探偵 神宮寺三郎 白い影の少女［ゲームボーイアドバンス、2004年］企画・共同プロデュース

- 探偵 神宮寺三郎シリーズ10作目
- レッド・シーズ・プロファイル［PlayStation 3・Xbox 360、2010年］［Nintendo Switch、2019年］企画・原案・プロデュース
- 宇宙船ダムレイ号［ニンテンドー3DS、2013年］企画・プロデュース
- 魔都紅色幽撃隊［PlayStation 3・PlayStation Vita、2014年］企画・プロデュース
- 7'scarlet［PlayStation Vita、2016年］原案・脚本・ディレクション
- ワールドエンド・シンドローム［PlayStation 4・PlayStation Vita・Nintendo Switch、2018年］原案・脚本・ディレクション
- Deadly premonition Origins［Nintendo Switch、2019年］企画・原案・プロデュース
- 九龍妖魔學園紀 ORGIN OF ADVENTURE［Nintendo Switch、2020年］企画・プロデュース
- Deadly Premonition 2［Nintendo Switch、2020年］企画・プロデュース
- なつもん! 20世紀の夏休み［Nintendo Switch、2023年］企画・制作
- 人生ゲーム for Nintendo Switch［Nintendo Switch、2023年］企画・制作
- ミステリーの歩き方 for Nintendo Switch［Nintendo Switch、2024年］脚本・ディレクター

### 作詞
- LOVESICK / AUK ZERO featuring A-TO(森久保祥太郎)

-「7'scarlet」挿入歌
- World's End Syndrome / 織田かおり

-「7'scarlet」オープニングテーマ
- Brand-New World / 楠瀬舞美（CV:東城日沙子）

- 「ワールドエンド・シンドローム」オープニングテーマ
- 聖なる森 / 真白杏奈（CV:小倉唯）

- 「ミステリーの歩き方」エンディングテーマ

## エピソード
- 子供のころからアドベンチャーゲームを遊んで育った。
- 「魔女たちの眠り」を作る際、大ファンである赤川次郎に手紙を送った。断りの返信をもらったが、返事が来たことに喜び、長文の手紙を再び送る。これに驚いた赤川次郎が会うことを決意した。